# 神岡実希
神岡 実希（かみおか みき、2000年〈平成12年〉9月5日 - ）は、日本の元女優。埼玉県出身。ボックスコーポレーション所属。

## 略歴
- 2013年、ドラマデザイン社主催のAI（Actress Incubation-女優養成プロジェクト-）に2期生として参加。ショートムービー数作品に出演[注 1]。
- 2014年4月、所属事務所がプロデュースする舞台「ユキサキ」で舞台初出演。
- 2014年6月、同事務所所属の門前亜里、小松もか、内山珠希、鉄戸美桜、菅沼もにか、我妻桃実と7人でユニット「ハコイリ♡ムスメ」を結成。「AKIBAカルチャーズ劇場 デビュー直前アイドル5組 新人公演 〜真夏のシンデレラたち〜」に"AKIBAカルチャーズ劇場×女優志望"として水曜日公演に出演。
- 2015年11月24日のDX劇団ハコムス「君の詩、僕の歌」公演で高校受験のためハコイリ♡ムスメの活動を休止[1]。
- 2016年1月、高校合格を発表し、ハコイリ♡ムスメに復帰。
- 2017年5月28日、ハコイリ♡ムスメを卒業[2]。
- 2019年2月23日、飛騨市観光大使に就任[3]。飛騨市誕生前の自治体に姓と同じ神岡町があったことから、飛騨市から声がかかった[4]。
- 2022年10月16日、インスタライブにて所属事務所から退所していたことを発表。
- 2022年4月より保育士として働いている。

## 人物
- 趣味は、映画鑑賞、読書[5]。
- 特技は、料理、ダンス[5]。

## 出演

### 映画
- リアル〜完全なる首長竜の日〜（2013年6月1日公開、東宝） - 淳美の姉（フィロソフィカル・ゾンビ） 役
- 眠り姫 Dream On Dreamer （2014年5月31日、アルケミーブラザース） - 柊・小学生 役
- 劇場版「女子の事件は大抵、トイレで起こるのだ。」（2015年8月22日公開） - 田中姫星(キティ) 役
- ナラタージュ（2017年10月7日公開、東宝・アスミック・エース） - 塚本柚子 役[6]
- 斉木楠雄のψ難（2017年10月公開)
- 漂流ポスト（2018年）　ロンドン国際映画祭最優秀助演女優賞 受賞　※短編映画
- ショコラの魔法（2021年6月18日公開、イオンエンターテイメント） - 香坂玲子 役[7]
- 死刑にいたる病（2022年5月6日公開、クロックワークス） - 小松美咲 役[8]

### 舞台
- ボックスコーポレーション「ユキサキ」（2014年4月17日 - 20日、劇場HOPE） - 瑠璃の園花音（田中幸子） 役
- ねもしゅーのおとぎ話「ファンファーレサーカス」（2016年2月11日 - 2月14日、新宿FACE）
- 野田地図「贋作　桜の森の満開の下」(2018年9月1日〜11月25日　東京芸術劇場、北九州劇場、大阪劇場、パリ シャイヨー劇場)

### WEBドラマ
- 女子の事件は大抵、トイレで起こるのだ。（2015年5月20日 - 、GYAO!） - 田中姫星(キティ) 役
- 大塚製薬　ポカリスエット　想ってもらえるってあったかい。
- 告ったり、フラれたり。驚かしちゃってごめん　篇

### テレビドラマ
- 土曜ワイド劇場（テレビ朝日）
  - 森村誠一作家50年記念企画「終着駅の牛尾刑事VS事件記者冴子　生存者」（2016年1月9日）
- 先に生まれただけの僕（2017年10月14日 - 12月16日、 日本テレビ）- 大川瑠奈 役
- 初めて恋をした日に読む話 第4話・最終話 （2019年2月5日、3月19日、TBS）- 大塚さつき 役
- ハケン占い師アタル 第7話 （2019年2月28日、テレビ朝日）- 代々木の次女 役
- バベル九朔 第5話 （2020年11月17日、日本テレビ） - 女子高生 役

### その他テレビ
- 未来シティ研究所（2014年10月6日 - 、テレビ東京） - レポーター[注 2]
  - #4「みらいの家」（2014年10月27日）
  - #8「みらいの授業」（2014年11月24日）
  - #12「未来型農場」（2014年12月29日）
  - #16「水素タウン」（2015年1月16日）
  - #20「未来のショッピング」（2015年2月20日）
  - #25「未来の鏡」（2015年3月25日）
  - #29「未来の海流発電」（2015年4月27日）
  - #33「未来のメガネ」（2015年5月25日）
  - #38「電車型ショッピングセンター」（2015年6月29日）
  - #42「防災情報システム」（2015年7月27日）
  - #47「未来のスマートアイランド」（2015年8月31日）
  - #51「未来のロボット」（2015年9月28日）
  - #55「トランスファー・ジェット」（2015年10月26日）
  - #58「人口流れ星」（2015年11月16日）
  - #59「味覚センサー」（2015年11月23日）
  - #63「人工光合成」（2015年12月28日）
  - #67「ワイヤレス給電」（2016年1月25日）
  - #72「可視光応答型光触媒」（2016年2月29日）
  - #76「クロスモーダルAI」（2016年3月28日）
  - #80 「スマート社員」（2016年4月25日）

### CM
- バンダイ
  - 「たまごっち 4U」街でタッチしよう！編[9]
  - 「たまごっち 4U+」わらしべ訴求編 発売前4Uタッチ[10]
- ソフトバンク
  - 白戸家「ギガ物語2（ギガと学生）」篇
- ミニミニ
  - 「不器用な放課後」篇

### その他
- 道徳・人権学習用教材ドラマ「聲の形」（2015年、東映ビデオ）